# Julie Tippetts

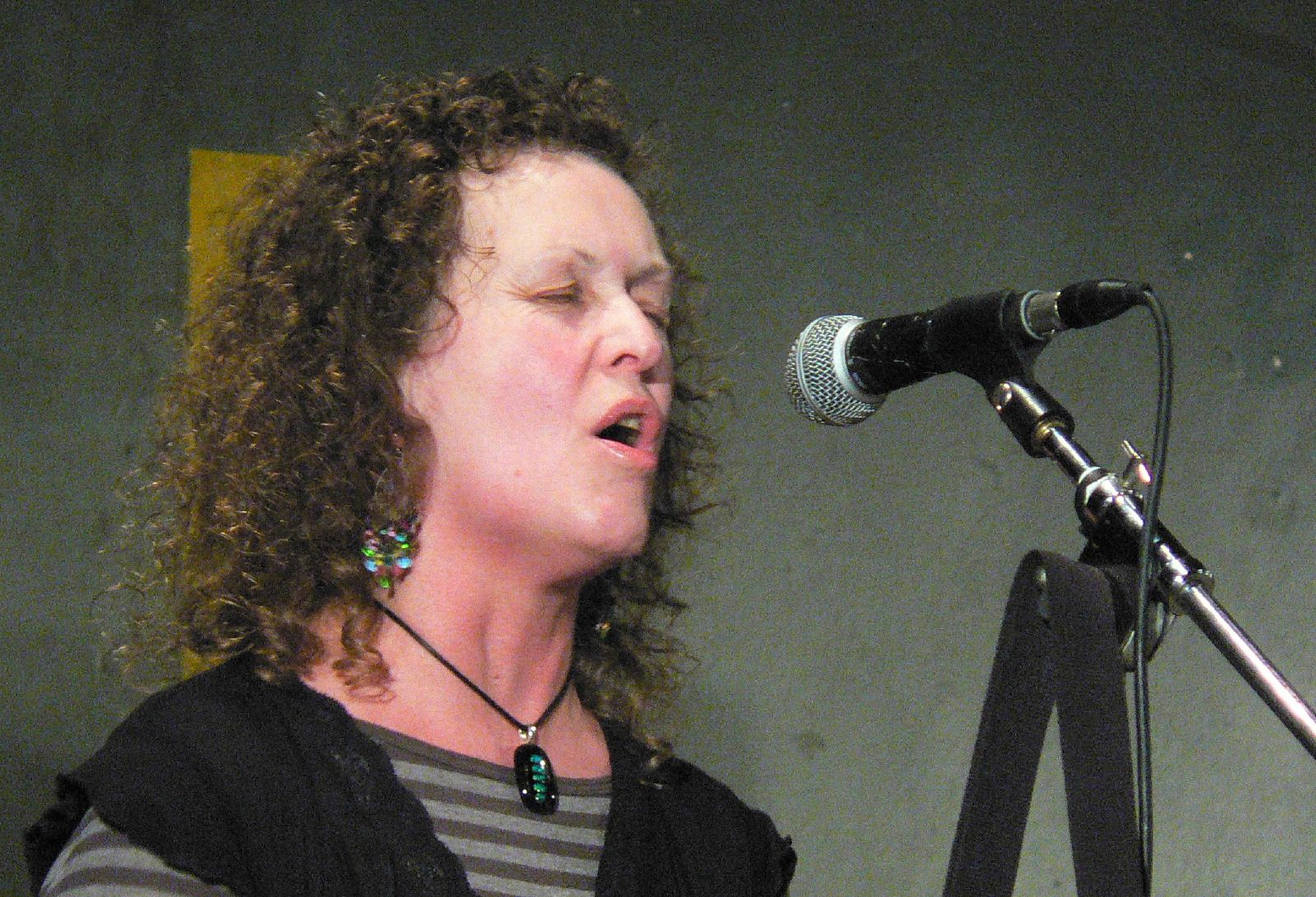
Julie Tippetts 2007

Julie Tippetts (* 8. Juni 1947 in London, England) ist eine britische Sängerin. Unter ihrem Geburtsnamen Julie Driscoll wurde sie Ende der 1960er Jahre als Sängerin an der Seite von Brian Auger international bekannt.

## Leben
Julie Driscoll begann mit 15 Jahren als Sängerin in Londoner Bars und Clubs. Als Sekretärin des Produzenten Giorgio Gomelsky hatte sie Kontakt zur Gruppe The Steampacket, in der unter anderem Brian Auger und Rod Stewart spielten. Gomelsky, der Steampacket als Manager betreute, suchte eine Sängerin für die Band und stellte Driscoll den Mitgliedern der Gruppe vor. Nachdem Steampacket sich aufgelöst hatten, wurde sie Leadsängerin in der neuen Band Brian Auger and the Trinity. Mit Trinity hatte Julie Driscoll zwischen 1966 und 1969 mehrere Erfolge (z. B. This Wheel’s on Fire, Road to Cairo, Let the Sunshine in, Season of the Witch, Indian Rope Man).
1969 verließ Driscoll Trinity und wechselte zum Jazz. Sie heiratete den Jazzpianisten Keith Tippett und tritt seitdem unter ihrem neuen Namen Julie Tippetts auf. Sie wirkte zunächst in dessen Bands Centipede und später Ovary Lodge mit. 1974 war sie bei Robert Wyatts Konzert im Theatre Royal Drury Lane beteiligt, veröffentlichte ihr Solo-Album Sunset Glow und war die Sängerin auf Carla Bleys Album Tropic Appetites.
Später arbeitete sie in der A-cappella-Gruppe Voice (zusammen mit der Sängerin Maggie Nicols und den Sängern Phil Minton und Brian Ely), um dann wieder im Rockjazzbereich in der Band Working Week und in anderen Formationen zu wirken. Anfang der 1990er Jahre war sie Mitglied im Dedication Orchestra. Seit 2002 arbeitet sie mit Martin Archer zusammen, mit dem sie (Stand 2022) sechs CDs als Duo veröffentlicht hat.

## Diskografie (Auswahl)
- Brian Auger & The Trinity Open – 1967

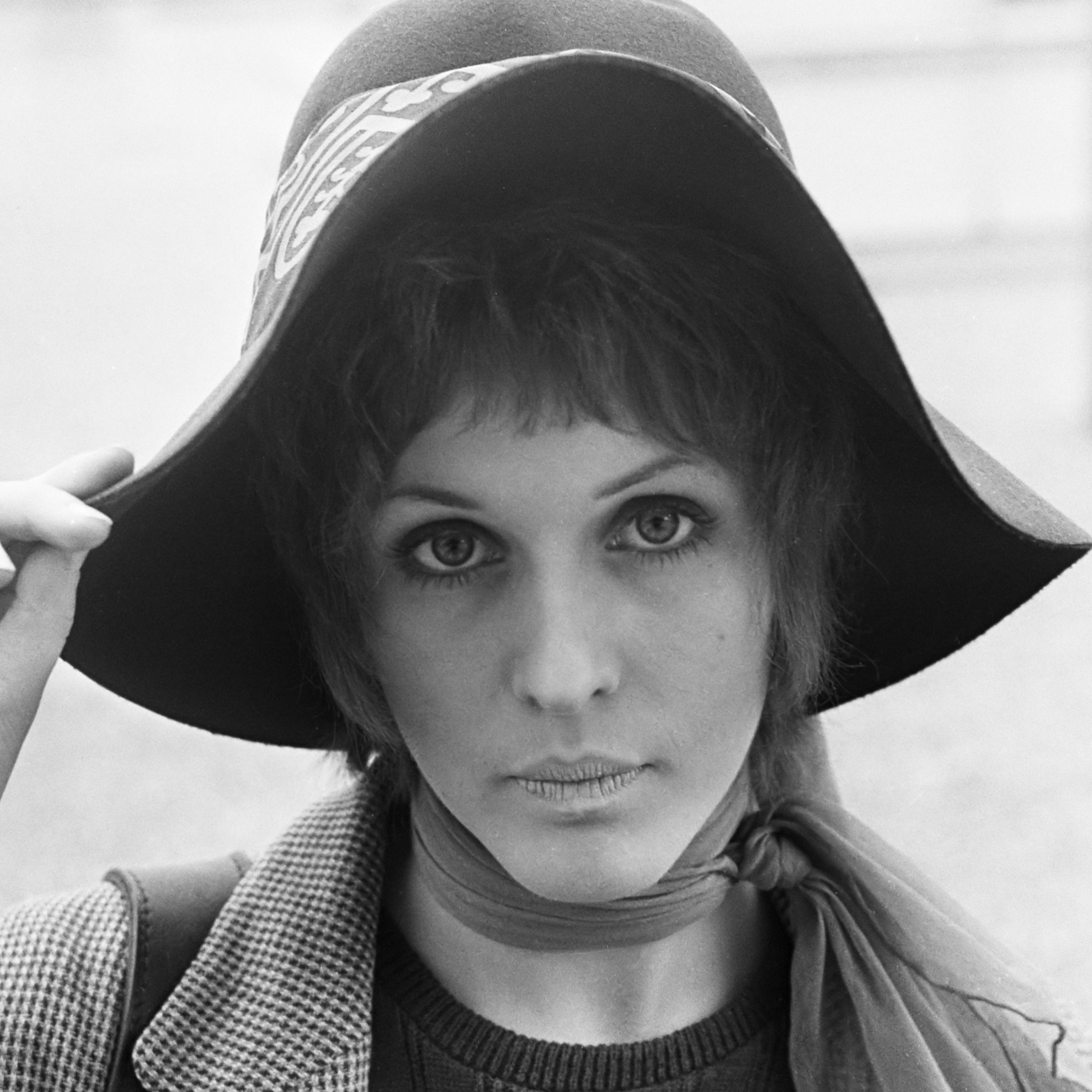
Julie Driscoll (1968)

- Brian Auger & The Trinity Streetnoise – 1969
- Brian Auger & The Trinity Jools & Brian – 1969
- 1969 – 1971
- Sunset Glow – 1974
- Keith Tippett / Julie Tippett / Trevor Watts / Colin McKenzie Warm Spirits – Cool Spirits – 1977
- Brian Auger & Julie Tippetts Encore (mit Brian Auger) – 1978
- Keith & Julie Tippetts Couple In Spirit – 1987
- Tippett / Nicols / Tippett Mr. Invisible and The Drunken Sheilas – 1988
- Keith & Julie Tippetts Couple in Spirit II – 1996
- Shadow Puppeteer – 1999
- Martin Archer / Geraldine Monk / Julie Tippetts – Fluvium – 2002
- Keith Tippett / Julie Tippetts / Philip Gibbs / Paul Dunmall Mahagony Rain – 2005
- Julie Tippetts & Martin Archer Ghosts of Gold – 2009
- Theo May / Keith Tippett / Julie Tippetts Theo Keith Julie – 2011
- Julie Tippetts & Martin Archer Vestigium – 2013
- Julie Tippetts & Martin Archer Illusion – 2022

Kompilationen
- Best of Julie Driscoll – 1982
- With Brian Auger & The Trinity – 1991
- Season of the Witch – 1999
- If Your Memory Serves You Well – 2001
- London 1964–1967 – 2004
- A Kind of Love in 1967–1971 – 2004
- Julie Driscoll – 2004

### Als Sidewoman (Auswahl)
- Carla Bley: Tropic Appetites – 1974
- John Wolf Brennan: HeXtet ...through the Ear of a Raindrop – 1998 mit u. a. Evan Parker, Chris Cutler
- Annie Whitehead et al.: Soupsongs Live – The Music of Robert Wyatt – 2000, aufgenommen 1999
- Viva La Black Live at Ruvo (mit K. Tippett, Louis Moholo und Canto General) – 2004